# Joseph de Maistre
Joseph de Maistre (ur. 1 kwietnia 1753 w Chambéry, zm. 26 lutego 1821 w Turynie) – sabaudzki filozof polityczny, urzędnik i dyplomata. Jeden z twórców konserwatyzmu tradycjonalistycznego w jego wersji znanej jako tradycjonalizm, legitymizm oraz ultramontanizm. Najwybitniejszy z konserwatywnych pisarzy politycznych epoki rewolucji francuskiej, hrabia.

## Życiorys
Mimo że J. de Maistre urodził się w Sabaudii jako poddany Karola Emanuela III, jego rodzina była pochodzenia francuskiego i osiedliła się w Sabaudii w XVII w. J. de Maistre nie posługiwał się jednak językiem włoskim, nie uważał się ani za Włocha, ani za Francuza (co często mu się przypisuje), lecz za Sabaudczyka. Jego ojciec, jako prawnik i urzędnik dworski, otrzymał tytuł hrabiowski (co pozwala zaliczyć tę rodzinę do tzw. noblesse de robe) w 1780 r., czyli wtedy, gdy Joseph miał 27 lat. J. de Maistre został wychowany w niezwykle religijnej atmosferze i pod surowym okiem rodziców. W latach 1769–1772 studiował prawo w Turynie, a w latach 1772–1774 praktykował w charakterze adwokata. Potem pracował jako urzędnik państwowy niższej rangi. W 1788 r. został senatorem (wyższy tytuł urzędniczy), co pozwoliło zaliczyć go do elit administracyjnych i dworskich. W tym czasie był znanym w Sabaudii liberałem i zwolennikiem filozofii oświecenia, łącząc ją z filozofią klasyczną, którą poznał niezwykle gruntownie dzięki doskonałej znajomości łaciny i greki. Działał w tajnych towarzystwach wolnomularskich, w specyficznej masonerii sabaudzkiej o skłonnościach mistycznych, ezoterycznych i kabalistycznych (ten element irracjonalny wyróżnia wolnomularstwo sabaudzkie od racjonalistycznej masonerii francuskiej). W masonerii doszedł do wyższych stopni wtajemniczenia, uzyskując najprawdopodobniej stopień „kohena” (rodzaj naczelnika koła masońskiego) w Turynie. Uważano go wówczas za zwolennika umowy społecznej, konstytucjonalizmu i reform zmierzających do likwidacji absolutyzmu, sympatyka rewolucji amerykańskiej, czemu dawał wyraz w licznych mowach i publikacjach w postaci broszur. Z aprobatą witał także wybuch rewolucji francuskiej, widząc w niej szansę na zniesienie resztek feudalnych przeżytków.
Przemianą światopoglądową było dopiero wtargnięcie rewolucyjnych wojsk francuskich do Sabaudii w 1792 r. Jako arystokrata i urzędnik królewski musiał uciekać do Szwajcarii, pozostawiając na miejscu brzemienną żonę – zobaczył ją, wraz z córką, dopiero w 1817 r. Przez cały ten czas przebywał na emigracji, nie ciesząc się zresztą sympatią dworu podejrzewającego go przez wiele lat o ukryte sympatie prorewolucyjne. Nie zdecydował się na powrót do kraju i rodziny mimo licznych propozycji i gwarancji nietykalności ze strony Dyrektoriatu, a nawet osobistych zapewnień Napoleona Bonaparte, który był pod silnym wrażeniem jego refleksji politycznych. Według Isaiaha Berlina zarówno Bonaparte, jak i de Maistre chcieli się spotkać, jednakże niezgoda na to spotkanie ze strony króla Sardynii sprawiła, że lojalny względem swojego monarchy de Maistre odmówił. Z jednej strony król uważał, że spotkanie jednego z jego dyplomatów z francuskim agresorem będzie odebrane jako uznanie aneksji Sabaudii przez Francję; z drugiej, de Maistre otwarcie pisał do króla, że taka polityka jest jego zdaniem zła i krótkowzroczna. 
W czasie pobytu w Szwajcarii, obracając się pośród katolickich duchownych, wyrzekł się ezoterycznych i heterodoksyjnych poglądów religijnych, odrzucił idee rewolucyjne i przeszedł na stanowisko przeciwne rewolucji. Tam też napisał swoje pierwsze wielkie dzieło polityczne Rozważania nad Francją (Considérations sur la France, 1796).
Potem przebywał w Wenecji (1799), następnie na Sardynii (1803), skąd udał się jako ambasador tego kraju do Rosji, gdzie mieszkał w Petersburgu aż do 1817 r. Tam też powstały jego najważniejsze traktaty filozoficzne i polityczne, nawet jeśli zostały opublikowane dopiero w wiele lat później. W Petersburgu brał czynny udział w polityce dworu cara Aleksandra I, którego postrzegał jako niebezpiecznego liberała, wspomaganego m.in. przez ks. Adama Jerzego Czartoryskiego.
Po reorientacji poglądów cara na reakcyjne stał się, w nieznanych bliżej okolicznościach, na krótki czas jednym z jego najbliższych nieformalnych współpracowników politycznych.
Powrócił do rodzinnej Sabaudii w 1817 r. Wtedy też został wykreowany przez Louisa de Bonalda na czołowego teoretyka ruchu ultrarojalistycznego, skierowanego przeciwko liberalnym reformom Ludwika XVIII we Francji, a szczególnie Karcie Konstytucyjnej z 1814 r. W tym też czasie został mianowany na regenta kancelarii królewskiej monarchii sabaudzkiej. Jednak najwięcej czasu pochłaniały mu wówczas dokończenie i publikacja prac filozoficznych i politycznych zaczętych w czasie pobytu w Rosji, które uczyniły go jednym z największych myślicieli konserwatywnych wszech czasów. Zmarł w 1821 r. pełen pesymizmu co do przyszłości Europy, czując zagrożenie kolejną rewolucją.
Jego potomkiem w prostej linii jest harfista Xavier de Maistre.

## Ważniejsze prace
Z okresu przedrewolucyjnego, charakteryzującego się zapatrywaniami liberalnymi, nie mamy wielu tekstów, gdyż J. de Maistre pisał wówczas mało, a w dodatku część z tych pism, niepublikowana, nie zachowała się. Z zachowanych wymienić należy: Pochwałę Wiktora Amadeusza (L’éloge de Victor–Amédée, 1775), Mowę o cnocie (Discours sur la vertu, 1777), Wolnomularstwo. Memoriał dla ks. Brunszwickiego (La franc-maçonnerie. Mémoire au duc de Brunswick, 1782), Mowę o charakterze zewnętrznym urzędów (Discours sur le caractère extérieur du magistrat, 1784), Memoriał o sprzedawalności urzędów (Mémoire sur la vénalité des charges, 1788), Memoriał o parlamentach (Mémoire sur les Parlements, 1788). 
W czasie rewolucji francuskiej opublikowane zostały m.in.: Listy rojalisty sabaudzkiego do swoich rodaków (Lettres d’un royaliste savoisien à ses compatriotes, 1793), Rozważania nad Francją (Considérations sur la France, 1796), Esej o głównych zasadach konstytucji politycznych i innych instytucji ludzkich (Essai sur le principe générateur des constitutions politiques et d’autres institutions humaines, 1814).
Większość prac została wydana drukiem już po zakończeniu rewolucji lub śmierci samego filozofa, choć częstokroć znane były już opinii publicznej z licznych krążących rękopisów. Z ważniejszych prac wymienić należy: O papieżu (Du pape, 1819, wyd. pol. 1853), Wieczory petersburskie, czyli rozmowy o rządzie doczesnym Opatrzności (Les soirées de Saint-Petersbourg ou entretiens sur le gouvernement temporel de la Providence, 1821), O Kościele gallikańskim (De l’Eglise gallicane, 1821), Listy do pewnego rosyjskiego dżentelmena na temat inkwizycji hiszpańskiej (Lettres à un gentilhomme russe, sur l’inquisition espagnole, 1822), Egzamin filozofii Bacona, czyli jak postrzega się różnorakie kwestie filozofii racjonalistycznej (Examen de la philosophie de Bacon, ou l’on traite differentes questions de philosophie rationelle, 1836), Cztery niedrukowane rozprawki o Rosji (Quatre chapitres inédits sur la Russie, 1859), Studium nad suwerennością (Etude sur la souveraineté, 1884) i wzmiankowany już, napisany jeszcze przed rewolucją tekst Wolnomularstwo. Memoriał dla ks. Brunszwickiego oraz korespondencję (Lettres et opuscules inédits, 2 tomy, 1851; Correspondance diplomatique, 2 tomy, 1860; Correspondance, 6 tomów, 1884-1887).
Szacuje się, że ok. 75% korespondencji J. de Maistre’a nie zostało opublikowane i pozostaje nadal w rękach prywatnych. Wiele listów i tekstów znajduje się w posiadaniu potomków pisarza, którzy nie chcą jednak ich opublikować po skandalu jaki wywołała, przedstawiająca pisarza jako heretyka, praca E. Dermenhema Joseph de Maistre mystique (1923), oparta na tych notatkach, pochodzących głównie z czasów przed 1789 r., czyli gdy przyszły pisarz działał w wolnomularstwie.

## Poglądy
Przeciwnicy rewolucji francuskiej wysuwali przeciwko niej dwa podstawowe rodzaje zarzutów, z których wyłaniają się dwa podstawowe typy konserwatyzmu: 1/ jest ona zaprzeczeniem tradycji i powolnego, naturalnego procesu rozwoju społeczeństwa – pogląd taki prowadzi do konserwatyzmu o charakterze ewolucyjnym; 2/ jest ona zaprzeczeniem wizji świata, jaką ma Bóg, a która uzewnętrzniała się w porządku przedrewolucyjnym. Stanowisko to, głęboko teocentryczne, wiedzie ku tradycjonalizmowi.
J. de Maistre jest ojcem tej drugiej tezy. Jego filozofia polityczna zasadza się na przekonaniu, że porządek wszelkich wspólnot politycznych opiera się na szeregu praw naturalnych, które człowiek może poznać badając różnorakie społeczeństwa. Powszechność występowania takich zjawisk jak rodzina, własność, społeczeństwo, władza, religia wiedzie do przekonania, że są to zasady i instytucje, które nie mają charakteru przypadkowego, lecz są ufundowane na woli Stwórcy i wynikają z natury stworzonego przezeń człowieka. Bóg kontroluje także społeczeństwa ludzkie pod postacią prowidencjalizmu, czyli bezpośrednich interwencji sfery nadprzyrodzonej w historię. Dzieje się tak wtedy, gdy ludzie przestają przestrzegać praw naturalnych i próbują ufundować porządek polityczny i społeczny na wskazaniach wyemancypowanego od tradycji, religii i autorytetów rozumu. Prowadzi to do pojęcia rewolucji francuskiej w sposób prowidencjalny: jako kary nałożonej przez Opatrzność na ludzi za odrzucenie zasad boskiego projektu państwa i społeczeństwa.
Według J. de Maistre’a „zarodki nieładu” można dostrzec w reformacji (mimo iż Marcin Luter i Jan Kalwin byli antyracjonalistami), która negując autorytet w religii prowadziła do emancypacji rozumu ludzkiego i zdania jego osądu na samego siebie. Oświecenie wydaje się być jedynie przeniesieniem tych kategorii z religii w dziedzinę filozofii i nauk o polityce. Praktycznym rezultatem jest emancypacja pełnego pychy ludzkiego, jednostkowego rozumu od tradycji i autorytetów i pozostawienie mu prawa do osądzania świata, w tym i stosunków politycznych, oraz projektowania świata lepszego, zbudowanego wedle wskazań rozumu, który gardzi wszelką tradycją i doświadczeniem historycznym. Tymczasem, aby rozum ludzki był zdolny zaprojektować taką nową rzeczywistość, musiałby poznać całościową wiedzę z zakresu socjologii, historii, prawa, ekonomii, zarządzania, psychologii i wielu innych nauk. Ponieważ zaś żaden ludzki rozum nie jest zdolny objąć wszystkich tych nauk, to projektowana przezeń rzeczywistość ma charakter utopijny, jest ideologią zaprzeczającą filozoficznemu realizmowi: „Taka już jest smutna natura ludzka, że bardzo często działanie którego racje wydają się być oczywiste, są jednak źródłem mnóstwa klęsk. Prawda ta, objawiająca się wielokrotnie, nie ukazuje się nigdzie w sposób bardziej oczywisty, jak w tym, co nazywa się reformą nadużyć, czyli zła, które krok za krokiem pojawia się w ustroju politycznym czy kościelnym” (J. de Maistre, Lettres et opuscules inédits. T.II, 1851, s. 527).
Próba wcielenia w życie tych apriorycznych projektów, których celem jest uczynienie człowieka wolnym i szczęśliwym, prowadzi do konfrontacji istniejącej rzeczywistości społecznej z myśleniem utopijnym. Gdy to myślenie zwycięży, do władzy dochodzi zideologizowana grupa polityczna budująca system despotyczny o charakterze antycypującym totalitaryzm. Tak też ocenione zostaną rządy jakobińskie oparte na terrorze, a także despotyzm Napoleona Bonaparte. Wedle J. de Maistre’a, człowiek stoi przed wiecznym dylematem: tradycja albo utopia, co oddaje dualistyczny charakter samego człowieka: konserwatywnej, rozumnej natury i pełnej pychy natury namiętnej. Klasycznym przykładem myślenia utopijnego, które przez J. de Maistre’a było szczególnie atakowane, jest pomysł, że władza ma prawo zmieniać historyczną konstytucję narodu, poprzez nadanie mu nowej, spisanej konstytucji (którą liberałowie uważali za gwarancję praw ludu wobec kapryśnej władzy tradycyjnej): „Któż nie przyznałby, że najlepsza konstytucja polityczna jest to ta, która powstała w wyniku deliberacji i została napisana przez znawców polityki, doskonale oddając charakter narodu i przewidziawszy wszelkie okoliczności? Tym niemniej nic fałszywszego. Lud najlepiej ukonstytuowany to ten, który ma najmniej pisanych praw konstytucyjnych; bowiem wszelka konstytucja pisana jest niczym” (J. de Maistre: Les soirées de Saint-Petersbourg ou entretiens sur le gouvernement temporel de la Providence. Paris 1960, s. 267-268).
Uważając, że wyemancypowany rozum, chcąc zbudować społeczeństwo wolnościowe (nie rozróżniał tu liberalnej wolności wolteriańskiej od radykalnej wolności republikańskiej w stylu Rousseau, co do dziś powielają tradycjonalistyczni konserwatyści) i doskonalsze, prowadzi ludzi do politycznej katastrofy, J. de Maistre zmuszony był dokonać apologii społeczeństwa przedrewolucyjnego. Za modelowe przykłady wspólnot dobrze ukonstytuowanych uważał Francję z XVII wieku, a przede wszystkim przedrewolucyjną Sabaudię, oraz struktury Kościoła katolickiego. Na podstawie tych wzorców stworzył wizję sprawiedliwej wspólnoty politycznej, o charakterze monarchicznym, hierarchicznym, opartej na katolickiej wizji świata. Jej cechą konstytucyjną jest powolny, organiczny rozwój, oparty na obyczajach i tradycji, gdzie zachowana jest zasada ciągłości: „Roślina jest żywym obrazem prawowitej władzy. Przypatrz się drzewu: czas jego wzrostu odpowiada zawsze sile i trwałości” (J. de Maistre, O papieżu, 1853, s.164-65).
Cechą konstytuującą trwałość takiego państwa jest ograniczenie procesów emancypacyjnych ludzkiego rozumu, czyli destrukcja pysznej strony natury ludzkiej. Rozumowi przeciwstawione zostaną tu: 1/ autorytety, które wskazują słabej intelektualnie jednostce ludzkiej (skalanej przez grzech pierworodny) co jest, a co nie jest prawdą. Do najważniejszych autorytetów w polityce zaliczał J. de Maistre władcę i dziedziczną arystokrację, a w dziedzinie religijnej, Kościół katolicki, wyrażający swoją niezawodną opinię ustami papieża. Prowadzi to de Maistre’a na pozycje przychylne absolutyzmowi i ultramontanizmowi; 2/ przesądy, wyrażające ludowe i powszechne mądrości. Przesąd – choć w ocenie indywidualistycznego i oświeceniowego umysłu jest zabobonem – wyraża oceny wynikłe z doświadczenia pokoleń. Dlatego też w popularnych ideach i obyczajach zawarte są głębokie prawdy o naturze społeczeństwa i człowieka, oraz empirycznie potwierdzone opinie o związkach przyczynowo-skutkowych; 3/ częścią przesądów jest także tradycja.
Zdaniem J. de Maistre’a, tradycja nie jest przypadkowym zbiorem wydarzeń, dat, instytucji i obyczajów. W rzeczywistości wyraża ona wolę Opatrzności: jeśli jakaś instytucja istnieje od lat 200, 300 lub od niepamiętnych czasów, to należy wnioskować, że jest zgodna z wolą prowidencjalną i prawami naturalnymi. Gdyby bowiem nie była uznana przez Boga, gwałciła prawa naturalne to nie przetrwałaby długiego czasu. Wszystkie instytucje i idee przyniesione przez tradycję mają zatem sankcję Stwórcy i naruszenie tradycji (reforma, a zwłaszcza rewolucja) może spowodować pogwałcenie zasad na których ukonstytuował świat jego Stwórca. Zarazem J. de Maistre’ uznaje pluralny charakter tradycji – każdy naród ma swoją własną i niepowtarzalną. We Francji jest nią katolicki absolutyzm, w Rzeczypospolitej Szlacheckiej zaś system republikański. Ten szacunek dla każdej tradycji i sprzeciw wobec recepcji praw z jednego kraju do drugiego, tworzenia modeli dla abstrakcyjnego „człowieka” wyraża w słynnej formule (mogącej nawiązywać do zdania Diogenesa z Synopy o „szukaniu człowieka”): „nie ma wcale człowieka na świecie. Widziałem w swoim życiu Francuzów, Włochów, Rosjan etc.; wiem nawet, dzięki Monteskiuszowi, że można być Persem; ale co do człowieka, oświadczam, że nie spotkałem go w życiu; jeśli istnieje, to nic o tym nie wiem (...) Konstytucja robiona dla wszystkich narodów nie jest zrobiona dla żadnego – to czysta abstrakcja” (J. de Maistre, Considérations sur la France, Paris 1936, s.81-82); 4/ jako romantyk, jest J. de Maistre zwolennikiem przyznania pierwszeństwa uczuciu nad poznaniem racjonalistycznym.
W jego apologii społeczeństwa przedrewolucyjnego, znajdziemy wyraźne wątki sentymentalne, ale także głęboki sceptycyzm co do wszelkiej nauki ludzkiej i filozofii. Zdaniem tradycjonalisty, rozum myli człowieka, naukowcy są to jednostki wyalienowane od tradycji, uczucia, patriotyzmu. Wiedzy racjonalistycznej – na której zbudowane były ideologie oświeceniowe – trzeba przeciwstawić prymat uczucia, łączącego się tu ze zdrowym rozsądkiem praktycznym, wolnym od teoretycznych schematów; 5/ ostatnim elementem są idee wrodzone. Zdaniem J. de Maistre’a, każdy gatunek stworzony przez Boga, otrzymał zakres wiedzy i umiejętności sobie właściwy. Gatunek ludzki otrzymał np. zdolność mowy, wytwarzania narzędzi itp., jednak jego możliwości poznawcze ograniczone są przez idee wrodzone. Stojąc na gruncie metempsychozy, J. de Maistre uważał, śladem Platona, że wiedza ludzka jest jedynie „przypominaniem sobie” tej, którą dał nam Bóg. Człowiek nie wymyśla niczego nowego, a jedynie „przypomina sobie” to, co wiedzieć pozwolił mu Stwórca, co ogranicza jego zdolności intelektualne i konstrukcyjne. Zdaniem J. de Maistre’a, człowiekowi dana jest wiedza tycząca się spraw codziennych, ale nie ta, która dotyczy konstrukcji społeczeństwa, tworzenia i wcielania w życie jego alternatywnych wizji, pisania konstytucji, co skazuje człowieka na egzystencję w zamkniętym kole wytyczonym mu przez tradycję, religię i autorytety.
Doświadczenie Rewolucji Francuskiej, zdaniem J. de Maistre’a, jednoznacznie pokazało niezdolność kreatywną człowieka do stworzenia świata alternatywnego wobec ancien régime’u. Pyszny rozum, zamiast wolności, pobudował gilotyny. Tym samym ukazana została konieczność restauracji status quo ante, a przynajmniej ogólnych zasad, wynikłych z prawa naturalnego, na których społeczeństwo przedrewolucyjne było ufundowane. Jako filozoficzny i polityczny realista, J. de Maistre wiedział, że nie ma powrotu integralnego do stosunków przedrewolucyjnych, powrót taki byłby rodzajem „białego” jakobinizmu, co wyraża jego znana maksyma, że „odnowienie monarchii, nazywające się kontrrewolucją, nie będzie wcale rewolucją przeciwną, ale przeciwieństwem rewolucji” (J. de Maistre: Considérations sur la France, Paris 1936, s. 164). Doskonale zdawał sobie sprawę, że Rewolucja została pokonana militarnie i politycznie, jednak nadal posiada liczne rzesze zwolenników. W walce z duchem rewolucyjnym zaproponował więc przyjęcie nowych koncepcji, na których świat nie był ufundowany w 1789 r. Pierwszą z tych idei jest, wzmiankowany już, ultramontanizm. Idea ta została zaprezentowana w dziele „O papieżu” i opiera się na idei odtworzenia wspólnoty europejskiej, na wzór średniowiecznej Christianitas, kierowanej przez doczesne rządy papieża. Koncepcja ultramontańska J. de Maistre’a polegała na idei cofnięcia skutków herezji Lutra, poprzez zniesienie protestantyzmu i powrót całej Europy do wspólnoty katolickiej.
Zapowiedź możliwości urzeczywistnienia się tej koncepcji widział w pakcie Świętego Przymierza, odwołującym się do wspólnych inspiracji religijnych, pomimo różnych wyznań podpisujących ten pakt monarchów. Ta ultramontańska koncepcja miała dać siłom kontrrewolucyjnym ideową jedność w walce z rewolucjonistami, a także znieść indywidualizm wyznań reformowanych, który był – w oczach J. de Maistre’a – źródłem ideologii oświeceniowych. W sferze metod politycznych, J. de Maistre stał na gruncie absolutyzmu jako najlepszej zapory polityczno-militarnej dla rewolucyjnych knowań i prób rebelii zbrojnej. Z pochwały absolutyzmu wynika także jego fascynacja katem i inkwizytorem, jako narzędziami władzy utrzymującymi porządek. Zarazem jest J. de Maistre ojcem decyzjonizmu, ponieważ dostrzegał ograniczoną skuteczność w zwalczaniu zbrojnych rewolucji tradycyjnych monarchii krępowanych więzami obyczaju, tradycji i moralności. Dla zdławienia przyszłych rewolucji, J. de Maistre przewidywał możliwość wprowadzenia rządów autorytarnych, które zduszą spiski i bunty nawet za pomocą środków, których tradycyjne monarchie wahały się użyć. Za modelowy wzór takiej dyktatury, która pacyfikuje nastroje kontestatorskie, uznawał dyktaturę (cesarstwo) Napoleona Bonaparte.
Kongres wiedeński i Restauracja rozczarowały go, swym ugodowym, wobec rewolucjonistów, nastawieniem i politycznym oportunizmem. Przed śmiercią (1821), dostrzega wzrost nastrojów rewolucyjnych, wskutek tego wątpi w polityczną moc papieża i militarną siłę władzy doczesnej do stłumienia przyszłych rewolucji. Zdesperowany, pogrąża się w mistycyzmie, wierząc w nowe nadejście Jezusa Chrystusa, który ugasi rewolucyjny pożar, skoro siły ludzkie nie są zdolne uratować koniecznego i bezalternatywnego porządku społeczno-politycznego, danego ludziom przez Boga.

## Oddziaływanie
Trudno przecenić wpływ J. de Maistre’a na konserwatyzm kontynentalny w XIX wieku. Mimo że unikał jakichkolwiek bezpośrednich krytyk liberalnych rządów Ludwika XVIII we Francji, jego poglądy, obok idei L. de Bonalda, stanowiły fundament refleksji ultrarojalistycznej we Francji w latach 1814–1830, a następnie legitymistycznej, skierowanej przeciwko republice, jak i monarchii konstytucyjnej aż do lat 70. XIX wieku.
Pewne odwołania się do filozofii politycznej J. de Maistre’a znajdziemy jeszcze przed II wojną światową w Action Française, której instytut wydawniczy wznowił nawet kilka prac pisarza, w tym Considérations sur la France (1936), a młodzi członkowie założyli dedykowane mu stowarzyszenie (Cercle Joseph de Maistre). W Hiszpanii myśl polityczna J. de Maistre’a miała zasadniczy wpływ na ukształtowanie się poglądów a J. Donoso Cortesa, szczególnie na jego doktrynę polityczno-prawną zwaną decyzjonizmem, rozwiniętą następnie przez a C. Schmitta w okresie międzywojennym, z bezpośrednimi odwołaniami do koncepcji politycznych J. de Maistre’a. Mniejszy odzew znalazły jego poglądy pośród – współczesnych mu – niemieckich romantyków.
Zadziwiający jest fakt braku recepcji we Włoszech, czy wręcz dosyć łatwej do przeprowadzenia próby „italianizacji” pisarza urodzonego w Sabaudii, mimo licznej literatury przedmiotu w tym języku. Zainteresowanie jego poglądami dostrzec można jedynie u XX-wiecznego pisarza J. Evoli.
W Polsce uczniem, a niejako i plagiatorem J. de Maistre’a, był w XIX wieku Henryk Rzewuski. Wpływy można zaobserwować także pośród polskich ultramontanów z emigracji popowstaniowej ze Zgromadzenia Zmartwychwstańców.

## Wydania w Polsce
- O papieżu, przekład Julian Miłkowski, wyd. Fronda-Apostolicum, Warszawa-Ząbki 2008.
- Wieczory petersburskie. O doczesnym panowaniu Opatrzności, przekład, wstęp i redakcja naukowa Marta Bucholc, Wydawnictwa Uniwersytetu Warszawskiego 2011.
- O Rewolucji, Suwerenności i Konstytucji..., Kraków, Ośrodek Myśli Politycznej, 2019. Tom zawiera tłumaczenia:  "Considérations sur la France" ("Rozważania o Francji", tłum. Arkadiusz Płonka), "Étude sur la souveraineté" ("Studium suwerenności", tłum. Arkadiusz Płonka), "Essai sur le principe générateur des constitutions politiques et autres institutions humaines" ("Esej o sprawczym źródle konstytucji politycznych i innych instytucji ludzkich", tłum. Arkadiusz Płonka, tłum. wstępu Agnieszka Kuczkiewicz-Fraś) i "Fragments sur la France" ("Fragmenty o Francji", tłum. Anna Węgrzyn).